# أنشودة المطر (مسلسل)

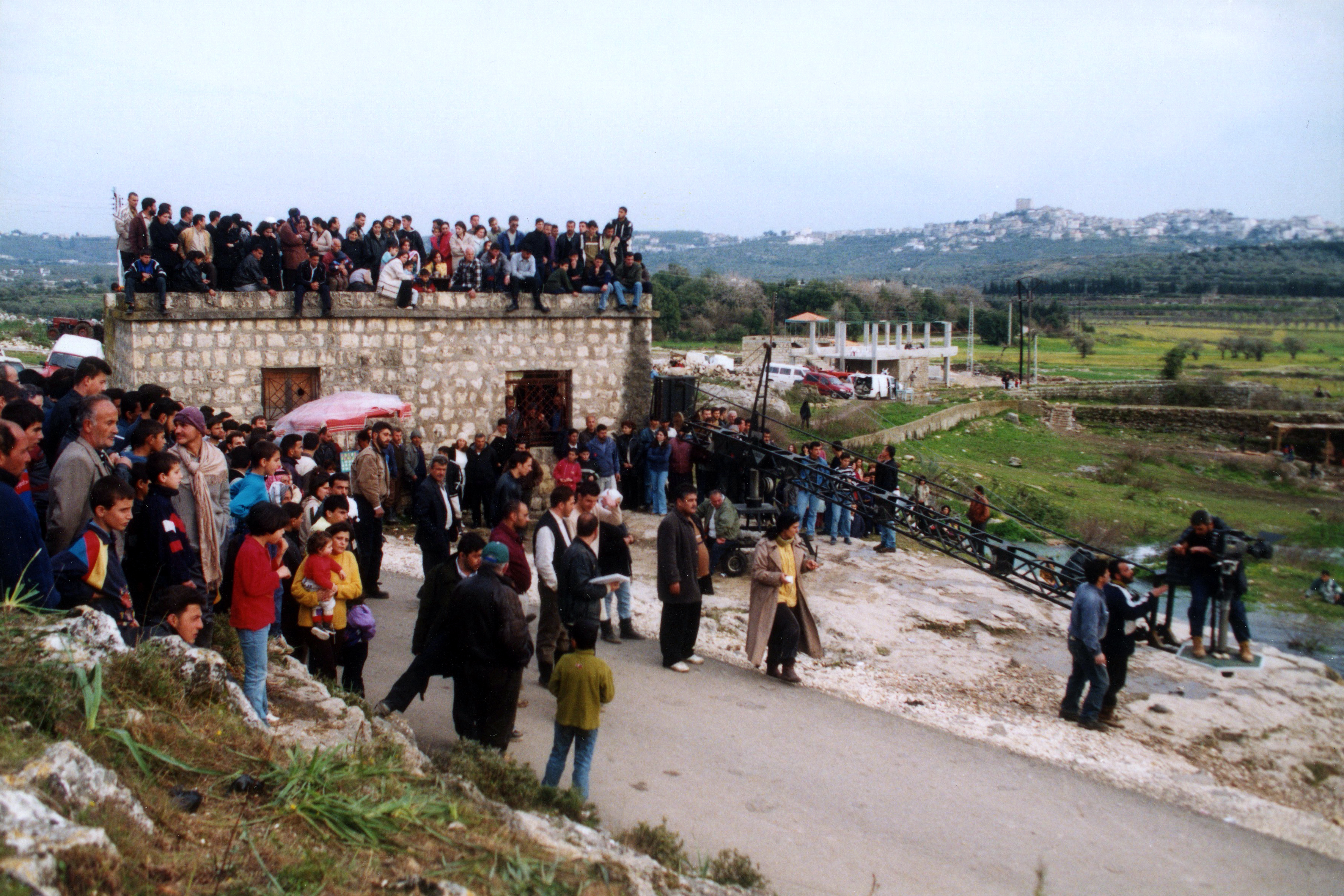
موقع تصوير في بلدة سودا وحشد من أهاليها يراقب التصوير

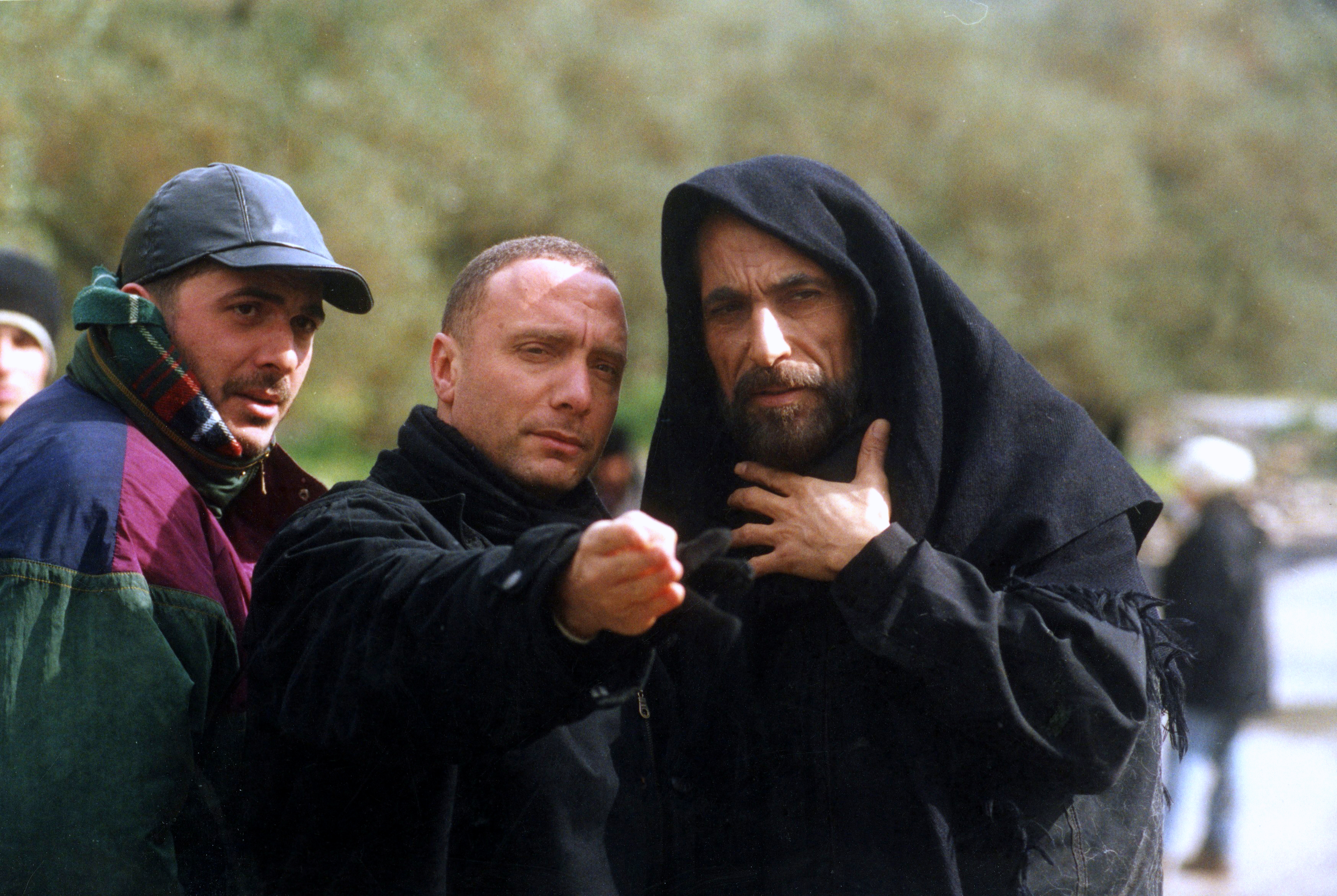
باسل الخطيب وغسان مسعود

أنشودة المطر مسلسل سوري من إنتاج العربية عام 2003 وقد بث سويا على تلفزيون دبي والتلفزيون السوري. المسلسل من إخراج باسل الخطيب وبطولة غسان مسعود وأسعد فضة وطلحت حمدي وعابد فهد ونادين سلامة وقمر عمرايا. وقد سمي المسلسل على عنوان قصيدة أنشودة المطر للشاعر العراقي بدر شاكر السياب. وذلك لأن أحداث المسلسل تدور أجواءه في أيام الشتاء الماطرة والبرد الشديد. وقد صور بالكامل على الطبيعة وفي الخارج تحت هطول البَرَد والمطر الغزير في أحراج مناطق جبلية في منطقة بلدة السودا من محافظة طرطوس.

## ملخص القصة
تدور أحداث المسلسل بعيد حرب 1948 حيث تروي قصة خمس أصدقاء تعاهدوا على الجهاد في فلسطين، وعادوا إلى سوريا أربعة يحملون جثة خامسهم الشهيد، ويتعاهدوا على العناية بابنه اليتيم. تدور الأيام ليواجهوا حياتهم كل على حدة، بعضهم ترتقي بهم الظروف وتتحسن أحوالهم، إلا «البري» غسان مسعود الذي يعود وقد أخذ بيته وتناثرت أسرته فيهيم في اغابات ثائرا ويعيش في مغارة يترصد بها لكل شرير، ويأخذ حقه بيده. تتصاعد أحداثها في قصة حب بين ابن الشهيد عابد فهد وابنة أحد الخمسة نادين سلامة الذي أصبح سيد في القرية أسعد فضة تنتهي بزواجهما، ولكن هل تتركهم الحياة في حالهم؟ الإثنين الباقيين هما طلحت حمدي وحسن عويتي الذين يتفإعلان مع الأحداث أحدهما من مركز قوي والآخر من موقع صداقته بالشهيد، وقد أصبح ضريرا إلا أنه الوحيد الذي بقي على وفائه للشهيد ولابنه.
ويقول كاتب العمل: رحلة تبدأ بصورة وكلمة...والبري يروي هذه الرحلة التي بدأها بمغارة تحت الأرض وأنهاها بأخرى فوقها وقد حفرت على جدرانها الذكريات والأحداث وأنشودة المطر...

## الممثلون
| - غسان مسعود - أسعد فضة - طلحت حمدي - عابد فهد - نادين سلامة - شادي زيدان | - وضاح حلوم - زياد سعد - ريم عبد العزيز - لورا أبو أسعد - إيفلين حسن - فدوى سليمان | - غزوان الصفدي - أسامة تيناوي - فاروق الجمعات - مكسيم خليل - نيرودا الحسن - وائل زيدان |

### بالاشتراك مع
- زهير رمضان
- حسن عويتي
- صباح الجزائري
- قمر عمرايا

### ضيوف المسلسل
- سمير الحكيم
- أحمد رافع
- قمر مرتضى
- محمد خاوندي
- نسيب البيطار [3]

## فريق العمل
- تأليف: إلياس الحاج
- الاستشارة الدرامية: ديانا جبور
- المعالجة الدرامية: باسل الخطيب
- كلمات الشارة: الشاعر بدر شاكر السياب بقصيدة أنشودة المطر التي حمل المسلسل اسمها.
- غناء الشارة: جان خليل - نعمة عمران
- التأليف والتوزيع الموسيقي: رضوان نصري
- الإخراج: باسل الخطيب